# Kanō Takanobu
Kanō Takanobu (狩野 孝信), surnommé Ukonshōgen, né en 1571 et mort en 1618, est un peintre japonais de l'école Kanō.

## Biographie
Disciple de son père, Kanō Eitoku (1543-1590), il travaille avec lui aux grandes décorations commandées par les shoguns à l'atelier Kanō de Kyōto. À la mort d'Eitoku, il continue de travailler avec ses frères, notamment Mitsunobu (1565-1608) et Sadanobu (1597-1623), dans un style teinté de naturalisme plus intime et de raffinements techniques, au détriment de la grandeur et de la vigueur de l'ensemble.
Ces caractéristiques sont très évidentes dans les décors muraux du château de Nagoya, construit en 1614 par Ieyasu Tokugawa. Le paysage printanier aux cerisiers et aux faisans, dans l'une des salles principales, est attribué à Takanobu. Ce sont ses fils, Tannyū (1602-1674), Naonobu (1607-1650) et Yasunobu (1613-1685) qui prendront la tête de l'atelier, devenu l'académie officielle du nouveau shogunat d'Edo.

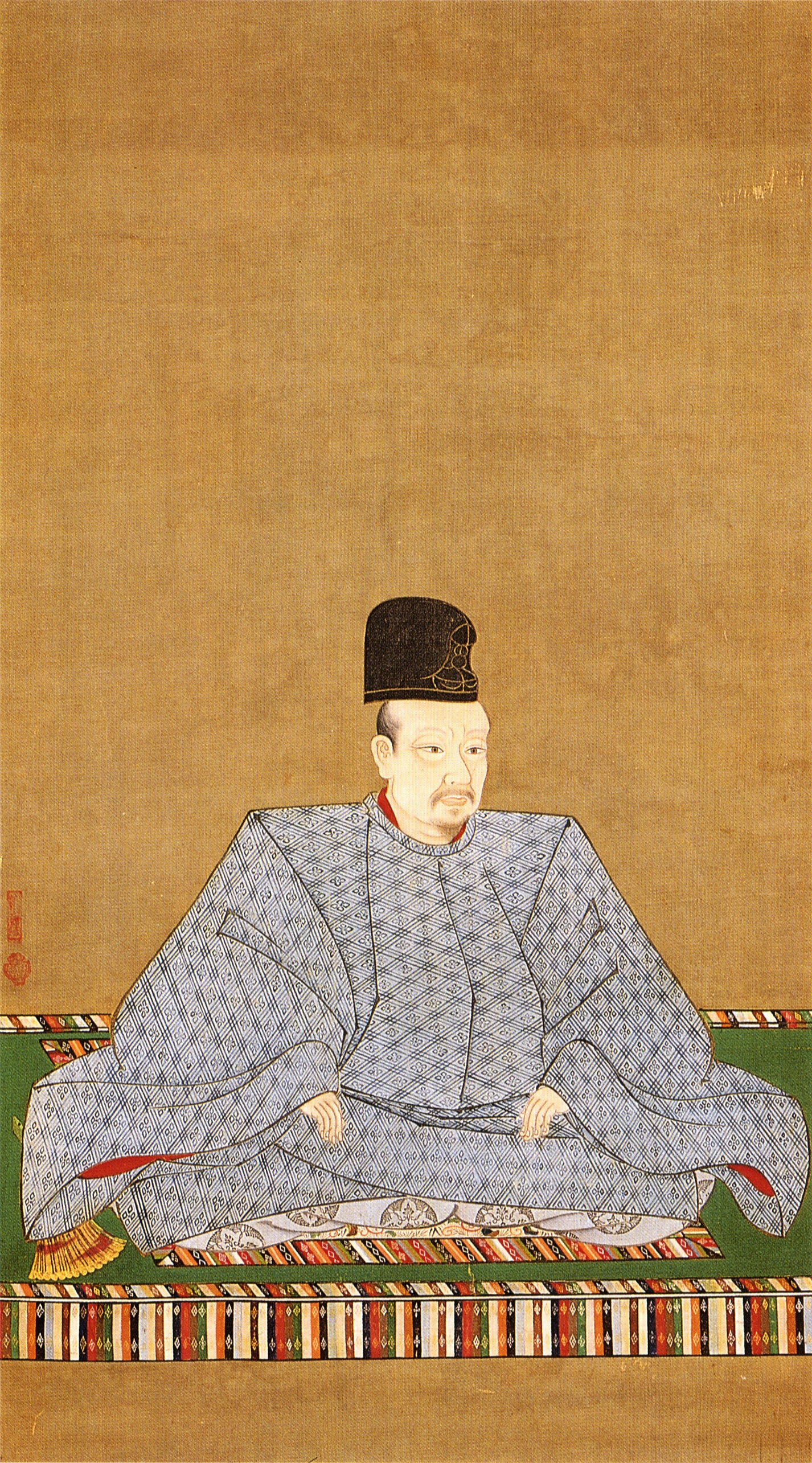
L'Empereur Go-Yōzei (1572-1617)
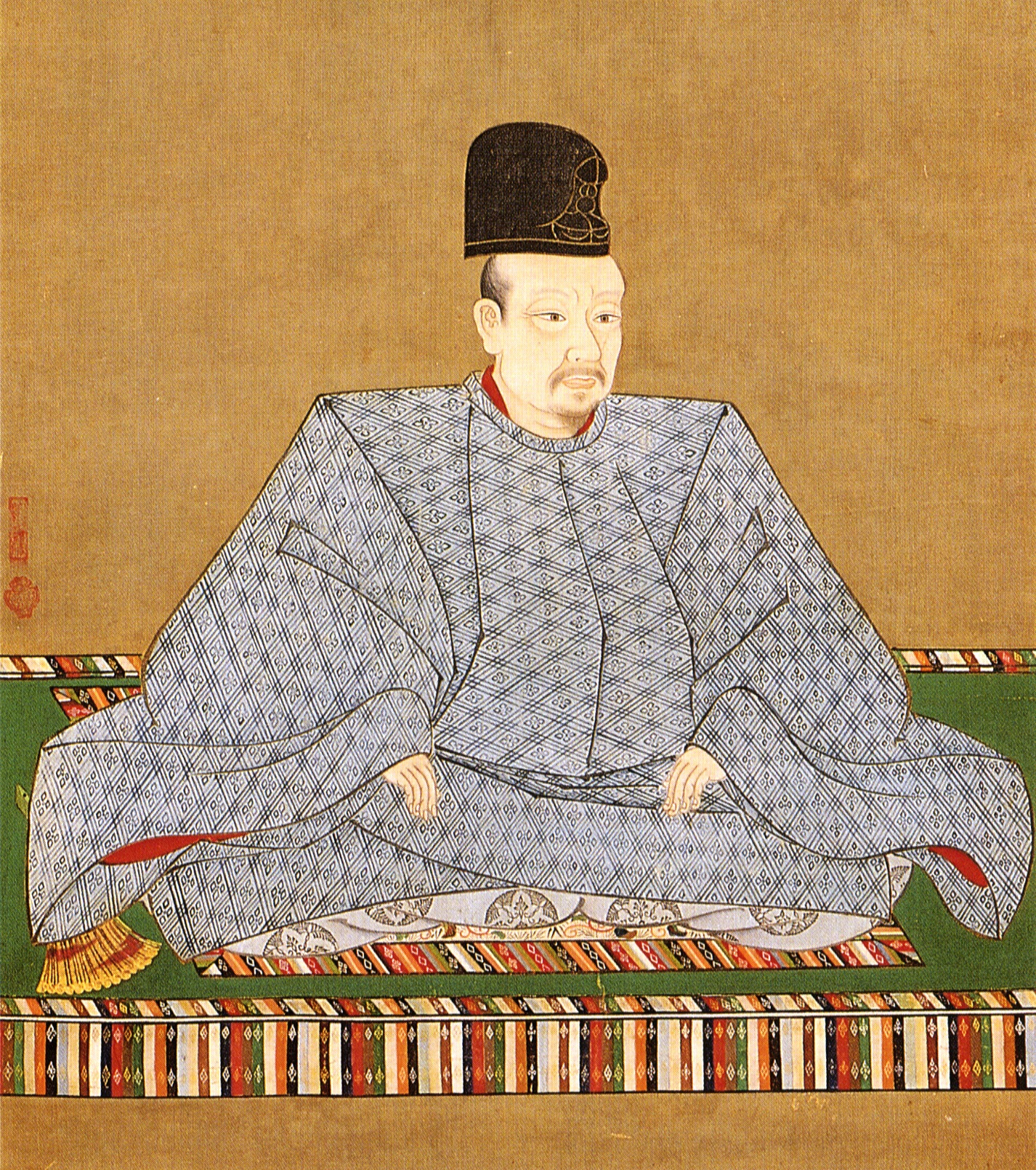
L'Empereur Go-Yōzei (1572-1617)